# 茶目坊主魚釣の巻
『茶目坊主魚釣の巻』（ちゃめぼうずうおつりにまき）は、1917年（大正6年）9月9日公開の日本の短篇アニメーション映画である。フィルムは21世紀現在でも現存が確認されていない。原題は『芋川椋三釣の巻』だったが、公開時は『茶目坊主魚釣の巻』と改題された模様。

## 概要
初の国産アニメ映画を送り出した下川凹天による第5作目。下川が過去に描いたマンガのキャラクター、「芋川椋三」を主人公とした一連のアニメ映画の1本。作画時に電球の直射光を見過ぎた下川は目を悪くし、翌1918年に入院。本作を最後にアニメ制作を引退する。

## スタッフ
- 演出・作画 ‐ 下川凹天
- 企画・製作・配給 ‐ 天然色活動写真
- 興行 ‐ キネマ倶楽部